# スコット・ヘレン
スコット・ヘレン（Scott Herren）は、はアメリカ合衆国アトランタ出身のミュージシャン。様々なソロユニットで活動していることで知られる。

## 経歴
エレクトロニカに属するアーティストの中でも、いち早くヒップホップへのアプローチを行い、数々のエレクトロニカアーティストへの影響を残した。ラップをサンプリングし、ズタズタに分解・再構築する「ボーカル・チョップ」という技法を生み出し、数々のフォロワーを生んだ。（ヒップホップのDJが行う『スクラッチ』とも似ているが、スクラッチがどちらかというとパターンのループに重きを置いているのに対し、スコットのそれは全体で一つのフェーズ、あるいは限りなく細かいフレーズの集合体という点においてスクラッチとは非なるものである）
スコット・ヘレンは数々の名義を使い分けることでも有名で、最も有名なのはPrefuse 73（プレフューズ73）である。他にはSavath & Savalas、Delarosa and Asora、Piano Overlord、Ahamad Szabo等がある。最も有名なPrefuse 73名義においてはプログラミングサウンドを主とした、エレクトロニックヒップホップを展開している。

## ディスコグラフィー

### Prefuse 73名義
- 「Estrocaro EP」(2000, Warp)
- 「Out Takes For 88'.」(2001, Warp)
- 「Radio Attack B/W Nuno」(2001, Warp)
- 「Vocal Studies And Uprock Narratives」(2001, Warp)
- 「The 92 Vs. 02 Collection」(2002, Warp)
- 「Wylin Out (feat. Mos Def And Diverse)」(2002, Chocolate Industries)
- 「One Word Extinguisher」(2003, Warp)
- 「Extinguished: Outtakes」(2003, Warp)
- 「Surrounded By Silence」(2005, Warp)
- 「Reads the Books」(2005, Warp)
- 「Security Screenings」(2006, Warp)
- 「Preparations」(2007, Warp)
- 「Everything She Touched Turned Ampexian」(2009, Warp)
- 「Meditation Upon Meditations (The Japanese Diaries)」(2009, Warp)
- 「The Only She Chapters」(2011, Warp)

### Delarosa & Asora名義
Albums
- Sleep Method Suite (1997)
- Agony, Pt. 1 (2001)

EPs/Singles/Compilations
- Crush the Sight-Seers (1999)
- Backsome (2001)

### Savath and Savalas名義
Albums
- Folk Songs for Trains, Trees and Honey (2000)
- Apropa't (2004)
- Golden Pollen (June 19, 2007)
- La Llama (2009)

EPs/Singles/Compilations
- Immediate Action#1|Immediate Action #1 (Wednesday, July 25, 2001)
- Rolls and Waves (2002)
- Mañana (Savath and Savalas album)|Mañana (2005)

### Piano Overlord名義
Albums
- The Singles Collection 03-05 (November 8, 2005)

EPs/Singles/Compilations
- Tease EP (2004)
- Torture EP (Aug 2005)